# Chiesa di San Leopoldo Mandić
La chiesa di San Leopoldo Mandić è un luogo di culto cattolico sussidiario della parrocchia di Santo Stefano Protomartire situata nella diocesi di Concordia-Pordenone a Cavanella, frazione del comune di Concordia Sagittaria nella città metropolitana di Venezia.

## Storia
La prima pietra della chiesa è stata benedetta nel 1992 da San Giovanni Paolo II durante il suo viaggio pastorale nella diocesi di Concordia-Pordenone. L'epigrafe all'ingresso recita: "Questa chiesa tenacemente voluta dalla comunità di Cavanella dedicata a San Leopoldo Mandić fu benedetta dal vescovo Sennen Corrà domenica 17 luglio 1994."

## Descrizione

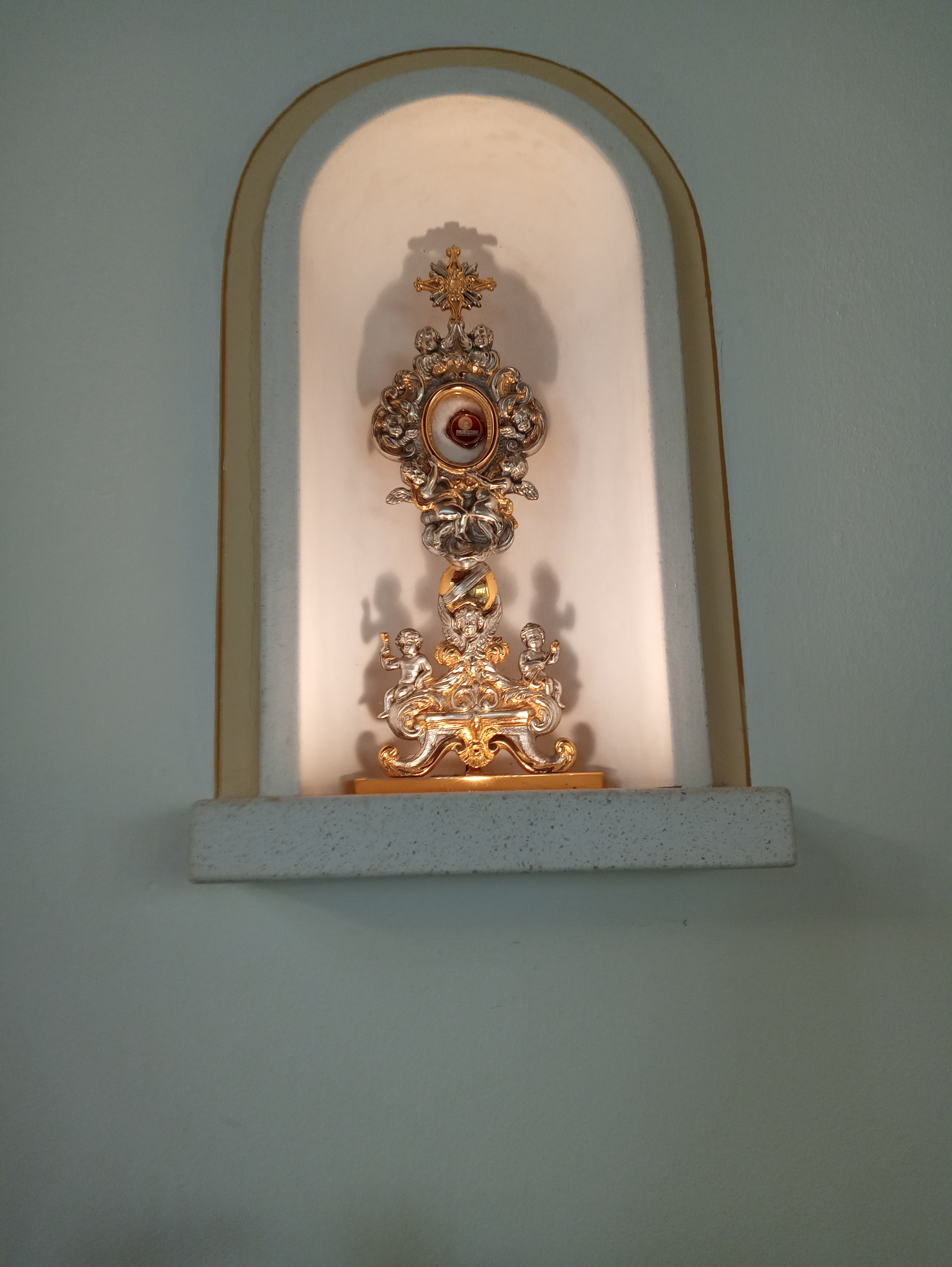
La reliquia di San Leopoldo custodita nella chiesa

### Tabernacolo
Il tabernacolo non è posto sul presbiterio, ma è collocato in un luogo a sé stante. È inglobato in un mosaico che raffigura Cristo nel momento in cui viene riconosciuto dai discepoli di Emmaus. L'Immagine è stata resa al culto pubblico domenica 13 luglio 2015 al termine della processione della Madonna del Carmelo celebrata dal vescovo Giuseppe Pellegrini.